# Asthenia paulina
Asthenia paulina är en fjärilsart som beskrevs av Jordan 1924. Asthenia paulina ingår i släktet Asthenia och familjen påfågelsspinnare. Inga underarter finns listade i Catalogue of Life.